# Hans Jørgen Hansen
Hans Jørgen Hansen, född 6 oktober 1879 i Tved, död 10 december 1966 i Frederiksberg, var en dansk landhockeyspelare.
Hansen blev olympisk silvermedaljör i landhockey vid sommarspelen 1920 i Antwerpen.